# Bjelovar
Bjelovar (węg. Belovár, niem. Belowar) – miasto w Chorwacji, stolica żupanii bielowarsko-bilogorskiej, siedziba miasta Bjelovar. W 2011 roku liczył 27 024 mieszkańców.
W mieście rozwinął się przemysł spożywczy, metalowy oraz materiałów budowlanych.

## Miasta partnerskie
- Novalja, Chorwacja
- Pakrac, Chorwacja
- Imotski, Chorwacja
- Rubiera, Włochy
- Visoko Bośnia i Hercegowina